# Férfi 400 méteres gátfutás a 2011. évi nyári európai ifjúsági olimpiai fesztiválon
A 2011. évi nyári európai ifjúsági olimpiai fesztiválon az atlétikai versenyszámokat Trabzonban rendezték. A férfi 400 méteres gátfutás előfutamait július 27.-én, a döntőjét pedig július 28.-án rendezték.

## Selejtező
Minden selejtezőcsoport első 3 helyezettje (Q) illetve a további legjobb 2 időeredménnyel (q) rendelkező sportoló jutott tovább a döntőbe.
| H  | F | Név                     | Nemzet             | E     | Mj   |
| -- | - | ----------------------- | ------------------ | ----- | ---- |
| 1  | 1 | Jacob Paul              | Egyesült Királyság | 53.15 | Q    |
| 2  | 1 | Vladislav Tsygankov     | Oroszország        | 53.84 | Q    |
| 3  | 1 | Ben Kiely               | Írország           | 53.86 | Q    |
| 4  | 2 | Johan Nicolai Hartling  | Dánia              | 54.05 | Q SB |
| 5  | 1 | Andreas Meyer           | Ausztria           | 54.28 | q PB |
| 6  | 2 | Marko Milovanovic       | Szerbia            | 54.33 | Q PB |
| 7  | 2 | Oleksiy Matskevych      | Ukrajna            | 54.61 | Q    |
| 8  | 2 | Nimet Sen               | Törökország        | 54.71 | q    |
| 9  | 1 | Joost De Jong           | Hollandia          | 54.78 |      |
| 10 | 2 | Athanas. Konstantinidis | Görögország        | 54.82 | PB   |
| 11 | 1 | Roman Olejnik           | Szlovákia          | 54.95 | PB   |
| 12 | 2 | Molnár Attila           | Magyarország       | 54.97 |      |
| 13 | 1 | Samvel Grigoryan        | Örményország       | 54.98 | PB   |
| 14 | 1 | Sten Utsmuts            | Észtország         | 55.07 |      |
| 15 | 2 | Sergejs Lebeds          | Lettország         | 56.54 | PB   |
| -  | 2 | Xhaneto Zefi            | Albánia            | -     | DQ   |

## Döntő
| H     | Név                    | Nemzet             | E     | Mj  |
| ----- | ---------------------- | ------------------ | ----- | --- |
| Arany | Ben Kiely              | Írország           | 52.69 | PB  |
| Ezüst | Jacob Paul             | Egyesült Királyság | 52.80 | PB  |
| Bronz | Vladislav Tsygankov    | Oroszország        | 53.01 | PB  |
| 4.    | Johan Nicolai Hartling | Dánia              | 53.69 | PB  |
| 5.    | Nimet Sen              | Törökország        | 53.73 |     |
| 6.    | Marko Milovanovic      | Szerbia            | 54.07 | PB  |
| 7.    | Andreas Meyer          | Ausztria           | 54.74 |     |
| 8.    | Oleksiy Matskevych     | Ukrajna            | -     | DNF |